# Salpingogaster gracilis
Salpingogaster gracilis är en tvåvingeart som beskrevs av Sack 1920. Salpingogaster gracilis ingår i släktet Salpingogaster och familjen blomflugor. Inga underarter finns listade i Catalogue of Life.